# Sphingicampa blanchardi
Sphingicampa blanchardi är en fjärilsart som beskrevs av Ferguson 1971. Sphingicampa blanchardi ingår i släktet Sphingicampa och familjen påfågelsspinnare. Inga underarter finns listade i Catalogue of Life.